# Himne de la República Socialista Soviètica de Belarús
L'himne de la República Socialista Soviètica de Belarús (en belarús Дзяржаўны гімн Беларускай Савецкай Сацыялiстычнай Рэспублiкi) era l'himne nacional de Belarús quan era una república de la Unió Soviètica anomenada República Socialista Soviètica de Belarús. Va ser usat des del 1955 fins a la independència del país l'any 1991. Van caldre més d'11 anys per crear la música i la lletra per a l'himne, fins i tot encara que es tractava d'una versió que mencionava el llavors líder soviètic Ióssif Stalin. La música fou composta per Niestsier Sakalouski i la lletra escrita per Mikhàs Klimkóvitx. La melodia s'usa en l'actual himne de Belarús, Mi, Belarussi, però la lletra és diferent.

## Lletra
| Vocal                                                            |
|                                                                  |
| Gravació vocal dels anys 70                                      |
|                                                                  |
| Vocal, versió anterior a 1955                                    |
|                                                                  |
| Gravació de 1952 de l'Acadèmia estatal de teatre de Minsk        |
|                                                                  |
| Instrumental                                                     |
|                                                                  |
| Gravació instrumental de la Banda de la Marina dels Estats Units |
|                                                                  |

| Belarús: Мы, беларусы, з братняю Руссю Разам шукалі к шчасцю дарог. Ў бітвах за волю, ў бітвах за долю З ёй здабылi мы сцяг перамог! Нас аб’яднала Леніна імя, Партыя к шчасцю вядзе нас ў паход. Партыі слава! Слава Радзіме! Слава табе беларускі народ! (repetir dos darrers versos 2x) Сілы гартуe, люд Бeларусі Ў братнім саюзe, ў мужнай сям’і Вeчна мы будзeм, вoльныя людзі, Жыць на шчаслівай, вoльнай зямлі! Нас аб’яднала Леніна імя, Партыя к шчасцю вядзе нас ў паход. Партыі слава! Слава Радзіме! Слава табе, наш свабoдны народ! (repetir dos darrers versos 2x) Дружба нарoдаў – сіла нарoдаў, К шчасцю працoўных сoнeчны шлях Гoрда ж узвіся ў свeтлыя высі, Сцяг камунізму – радасці сцяг! Нас аб’яднала Леніна імя, Партыя к шчасцю вядзе нас ў паход. Партыі слава! Слава Радзіме! Слава табе, наш савeцкi народ! (repetir dos darrers versos 2x) | Traducció: Nosaltres, els belarussos, juntament amb la Rússia fraternal, Busquem camins cap a la fortuna. En la lluita per la llibertat, en la lluita pel destí, Hem aconseguit un estendard ple de victòries. El nom de Lenin ens uneix, El Partit ens guia en el repte cap a la felicitat. Glòria a la pàtria! Glòria a la Terra Mare! Glòria a vosaltres, gent de Belarús! (repetir dos darrers versos 2x) Unim les forces, gent de Belarús en una Unió fraternal, en una família poderosa. Visquem per sempre, homes lliures, en una terra feliç i lliure! El nom de Lenin ens uneix, El Partit ens guia en el repte cap a la felicitat. Glòria a la pàtria! Glòria a la Terra Mare! Glòria a vosaltres, gent de Belarús! (repetir dos darrers versos 2x) L'amistat dels pobles és la força dels pobles i és el nostre camí sagrat il·luminat pel sol. Mostrem amb orgull pels cels blaus i clars, L'estendard del comunisme, la bandera de la joia! El nom de Lenin ens uneix, El Partit ens guia en el repte cap a la felicitat. Glòria a la pàtria! Glòria a la Terra Mare! Glòria a vosaltres, gent de Belarús! (repetir dos darrers versos 2x) |